# Furggi

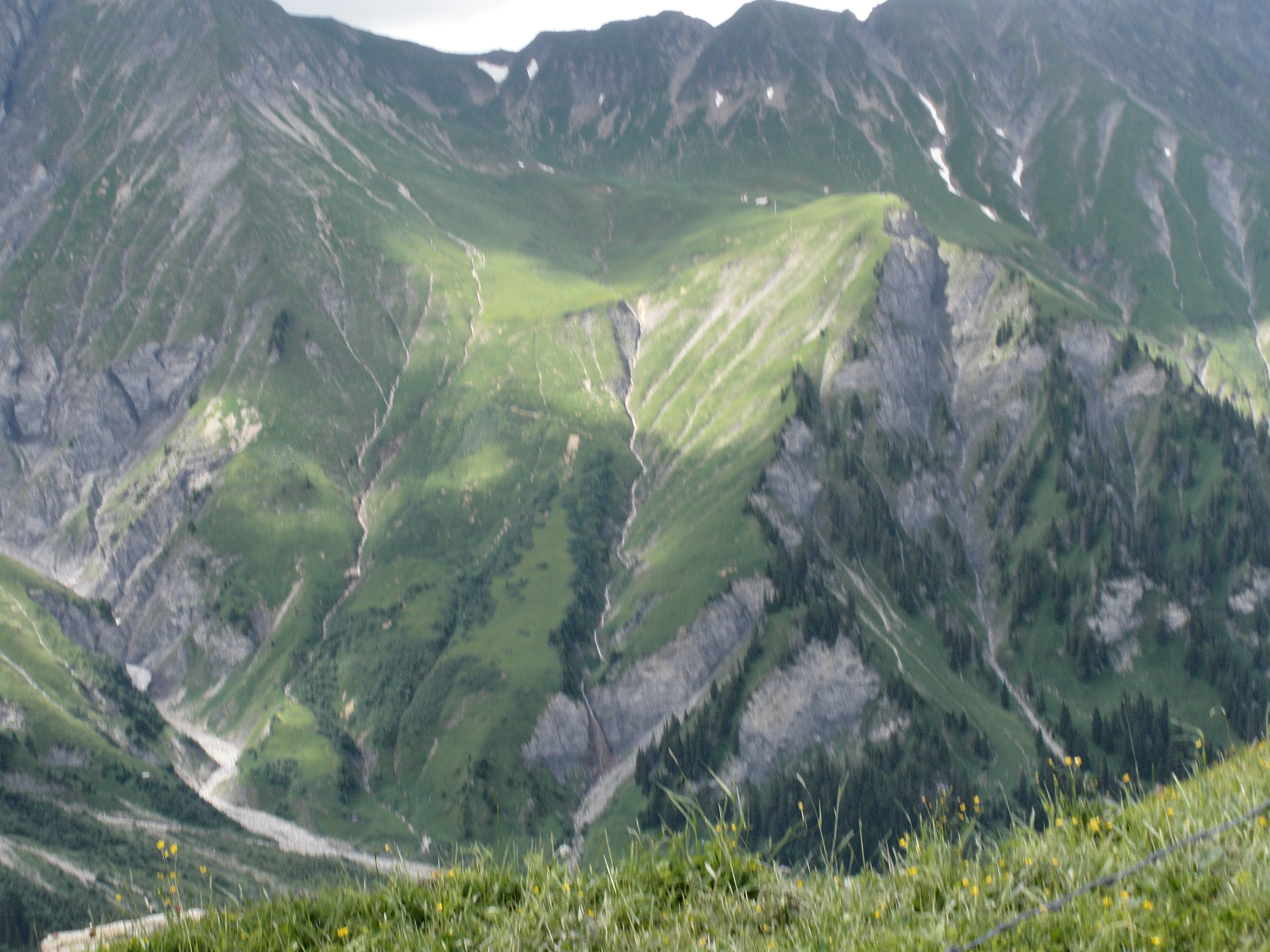
Furggi von Süden mit Saumweg

Das Furggi ([ˈfʊrki]) ist die höchstgelegene Alp von Adelboden. Es liegt auf 1880 bis 2250 m ü. M. auf einer Terrasse östlich des Albristhorns oberhalb von Adelboden-Stiegelschwand im Schweizer Kanton Bern.

## Erschliessung
Auf das Furggi führt keine Strasse. Von Stiegelschwand aus führt ein steiler Saumweg über die Südflanke nach oben, die Wanderzeit beträgt eineinhalb Stunden, der Viehauftrieb braucht drei Stunden. Der Alpabtrieb auf dem steilen Weg benötigt für zwei Tiere eine Begleitperson.
Die Alp kann auch von Westen über einen Bergweg erreicht werden. Ein Bergweg führt über das Furggeli ins Färmeltal, ein Seitental des Simmentals. Ebenfalls beim Furggi endet der Gsürweg, ein alpiner Pfad von der Schwandfeldspitze entlang der Flanke des Gsür.
Seit 1938 gibt es einen Warentransportlift. Die Energieversorgung geschieht durch einen Benzinmotor und Solarzellen, für die Wasserversorgung hat die Alp eine eigene Quelle mit Brunnenstube.

## Alpbetrieb
Die Alp befindet sich in Privatbesitz. Zur Alp gehören 38 Hektaren Weideland und 27 Hektaren Wildheu. Bestossen wird sie während etwa 77 Tagen von Ende Juni bis Anfang September.
Die Alphütte auf 2091 m ü. M. wurde 1863 gebaut und 1975 gründlich renoviert. Es handelt sich um einen Blockbau mit Schieferdach, die Ställe im Untergeschoss aus Bruchsteinmauer.
Der Käse wird in Handarbeit gemacht, die Ausrüstung besteht aus zwei mit Flaschenzug ausgerüsteten Käsekessel über einer Feuergrube und einer traditionellen Schwarpresse und einem Käsekeller für 70 Laibe. Produziert werden Berner Alpkäse/Hobelkäse in Laiben à 8 bis 16 kg, Alpmutschli und Ziegenkäse, verkauft wird hauptsächlich an private Stammkunden und Passanten.